# Lellingeria epiphytica
Lellingeria epiphytica là một loài dương xỉ trong họ Polypodiaceae. Loài này được Copel. A.R. Sm. & R.C. Moran mô tả khoa học đầu tiên năm 1991.